# Reborn as a Vending Machine, I Now Wander the Dungeon
Reborn as a Vending Machine, I Now Wander the Dungeon (自動販売機に生まれ変わった俺は迷宮を彷徨う?, Jidō hanbaiki ni umarekawatta ore wa meikyū o samayō, lett. "Rinato come distributore automatico, mi aggiro nel labirinto") è una serie giapponese di light novel scritta da Hirukuma e disegnata da Itsuwa Kato (nell'edizione originale) e da Yūki Hagure (nell'edizione rivista). La serie è stata pubblicata originariamente nel 2016 come web novel dall'autore sul sito web di pubblicazione di romanzi generati dagli utenti Shōsetsuka ni narō. Nello stesso anno è stata acquisita e successivamente pubblicata da Kadokawa Shoten.
Un adattamento manga di Kunieda ha iniziato la serializzazione nella rivista manga shōnen Dengeki Daioh di ASCII Media Works il 27 agosto 2021.
Una serie anime prodotta da Studio Gokumi e AXsiZ è stata trasmessa dal 5 luglio al 20 settembre 2023. Una seconda stagione viene trasmessa dal 2 luglio 2025.

## Trama
Il protagonista, senza nome, è un appassionato di distributori automatici, ma perde la vita durante un incidente in cui resta schiacciato da un distributore automatico. Il protagonista si ritrova reincarnato in un mondo fantasy, imprigionato all'interno di un dungeon, nella forma di un distributore automatico senziente. Ha la capacità di vedere e sentire, ma è immobile, limitato a esprimersi con le tipiche frasi dei distributori automatici giapponesi, come "Salve" o "Che peccato". Nella sua nuova forma di distributore automatico, scopre di poter erogare qualsiasi oggetto che aveva acquistato nella sua vita precedente, e può convertire tali vendite in punti per sostenere la sua esistenza. Può anche utilizzare le monete in eccesso per aggiungere funzionalità aggiuntive al suo corpo da distributore automatico e ha il potere di scegliere quali oggetti mettere in vendita e a che prezzi farli.
Inoltre, ha accesso ad alcune abilità magiche, tra cui la capacità di creare un campo di forza difensivo. Bloccato in mezzo alla natura selvaggia, il nostro protagonista incontra Lammis, una giovane cacciatrice. Lammis possiede una abilità conosciuta come "Benedizione della Forza", che la rende incredibilmente forte, ma è ancora una principiante nel gestire la propria forza. I due diventano rapidamente amici quando il protagonista dispensa alcuni cibi affinché Lammis possa sfamarsi. Lei lo chiama affettuosamente "Scatolotto" e inizia a portarlo sulla schiena, consentendo così al protagonista di muoversi e al contempo aiutando Lammis a controllare più facilmente la propria forza grazie al peso di Scatolotto che la bilancia.
Le light novel narrano le loro avventure mentre iniziano a esplorare il dungeon di questo mondo fantasy, incontrando vari personaggi lungo il loro percorso.

## Personaggi
Scatolotto (ハッコン?,  Hakkon)
Doppiato da: Jun Fukuyama (ed. giapponese), Massimo Di Benedetto (ed. italiana)
Si è reincarnato come un distributore automatico in un mondo fantastico dopo essere stato schiacciato da un distributore automatico. "Scatolotto" è un nome datogli da Lammis; il suo vero nome è sconosciuto. Essendo un distributore automatico, può comunicare solo con le frasi di tali apparecchi (usando per esempio "Grazie" per "sì" e "Ci scusiamo" per "no") e non può muoversi da solo, sebbene possa ancora parlare da solo nei suoi pensieri. Nella sua vita passata, era un otaku di distributori automatici. È in grado di vendere e distribuire un numero illimitato di prodotti (tutti oggetti che ha acquistato nella sua vita passata) per tutti i tipi di scopi, il che lo premia con punti che può utilizzare per migliorarsi. A volte, se si tratta di un'emergenza, concede cose gratuitamente. Può anche cambiare forma, rendersi invisibile, raccogliere conoscenze in base a ciò che lo circonda, aumentare la sua durata, riparare i danni subiti e creare un campo di forza intorno a lui per difendersi.
Lammis (ラッミス?, Rammisu)
Doppiata da: Kaede Hondo (ed. giapponese), Giulia Maniglio (ed. italiana)
È una giovane ed energica cacciatrice incredibilmente forte, sebbene sia goffa nel controllare la propria forza. Il problema viene risolto quando porta Scatolotto sulla schiena, permettendole un migliore controllo della sua forza. Vive nel villaggio di Clearflow Lake. A causa della sua vicinanza con Scatolotto, si arrabbia molto se vengono separati e non si fermerà davanti a nulla pur di trovarlo.
Hulemy (ヒュールミ?,  Hyūrumi)
Doppiata da: Shiki Aoki (ed. giapponese), Federica Simonelli (ed. italiana)
È un'amica d'infanzia di Lammis, che si comporta più come una sorella maggiore nei suoi confronti. Hulemy è una talentuosa ingegnera di oggetti magici ed è difatti la prima a scoprire che Scatolotto contiene un'anima umana dentro di sé. Come Lammis, ha perso i suoi genitori in un attacco di mostri.
Suori (スオリ?)
Doppiata da: Shizuku Hoshinoya (ed. giapponese), Giada Sabellico (ed. italiana)
È una bambina appartenente ad una famiglia nobile. Suori è egoista, arrogante e altezzosa, ma si interessa a Scatolotto, tanto da volerlo comprare.
Presidente Orso (熊会長?, Kuma kaichō)
Doppiato da: Atsushi Miyauchi (ed. giapponese), Matteo Brusamonti (ed. italiana)
Un orso che è il presidente dell'Associazione dei Cacciatori sul livello del dungeon del Lago Limpido. Il suo vero nome è Bommy.
Kerioyl (ケリオル?, Kerioiru)
Doppiato da: Kazuya Nakai (ed. giapponese), Edoardo Lomazzi (ed. italiana)
Il capitano della Compagnia dei Folli. È piuttosto arrogante, ma è un combattente molto abile che si prende cura dei suoi compagni.
Filmina (フィルミナ?, Firumina)
Doppiata da: Ai Kayano (ed. giapponese), Emanuela Cardani (ed. italiana)
La vice della Compagnia dei Folli. Di solito è esasperata dall'immaturità del suo capo.
Shui (シュイ?)
Doppiata da: Miyu Tomita (ed. giapponese), Giulia Bersani (ed. italiana)
Una cacciatrice con cui Lammis fa amicizia. Fa parte della Compagnia dei Folli e ha un appetito mostruoso.
Aka (赤?)
Doppiato da: Daiki Yamashita (ed. giapponese), Ezio Vivolo (ed. italiana)
È un membro della Compagnia dei Folli.
Shiro (白?)
Doppiato da: Junya Enoki (ed. giapponese), Marcello Gobbi (ed. italiana)
È un membro della Compagnia dei Folli.
Mishuel (ミシュエル?, Mishueru)
Doppiato da: Takuya Eguchi (ed. giapponese), Jacopo Calatroni (ed. italiana)
Un cacciatore che appare affascinante all'esterno, ma in realtà è a disagio con le persone ed ha problemi a comunicare. Successivamente si unisce alla Compagnia dei Folli.

## Genesi
Nell'epilogo del primo volume, Hirukuma narra della sua visione e del percorso che lo ha condotto alla pubblicazione dell'opera. Inizialmente, aveva collaborato nell'attività indipendente di suo padre, ma dopo la tragica morte di quest'ultimo da una grande altezza, decise di chiudere l'attività stessa per perseguire il suo sogno di diventare uno scrittore. La morte del padre lo fece diventare acrofobico e riflettendo, affermò: "Non so quando morirò come è accaduto a mio padre. Una domanda mi assillava: ho realizzato tutto ciò che desideravo nella vita?". Su un sito dedicato alla pubblicazione di romanzi chiamato Shōsetsuka ni Narō, inviò vari lavori di finzione, compresi un'altra opera sekai e un romanzo a tema battaglia ambientato in un futuro prossimo, ma inizialmente non ottenne successo.
Hirukuma ha descritto Reborn as a Vending Machine, I Now Wander the Dungeon come il suo ultimo sforzo dopo quattro anni di tentativi infruttuosi di pubblicare i suoi romanzi. Scrisse che era "qualcosa di fantastico e originale, qualcosa che desideravo scrivere [...] Non si trattava di un romanzo in cui facevo adattamenti alle esigenze dei lettori, né dovevo riflettere a lungo sulla costruzione della trama. Invece, ho seguito il mio stile personale, e questo ha ottenuto la maggiore popolarità tra tutti i miei lavori".

## Media

### Light novel
La serie è stata pubblicata originariamente dal 3 marzo al 18 marzo 2016 come web novel dall'autore sul sito web Shōsetsuka ni narō. Nello stesso anno è stata acquisita e successivamente pubblicata come light novel da Kadokawa Shoten.
Il primo volume è stato pubblicato da Kadokawa Shoten il 1º agosto 2016. Yen Press ha annunciato durante l'Anime Expo 2017 di aver acquisito i diritti della serie per una pubblicazione in inglese.
Con l'uscita dell'adattamento anime, Kadokawa ha pubblicato una nuova edizione della light novel con nuove illustrazioni fornite da Yūki Hagure.
| Nº | Data di prima pubblicazione                                     | Data di prima pubblicazione                   | Data di prima pubblicazione |
| Nº | Giapponese                                                      | Giapponese                                    |                             |
| -- | --------------------------------------------------------------- | --------------------------------------------- | --------------------------- |
| 1  | 1º agosto 2016 (ed. originale) 30 giugno 2023 (ed. rivista)     | ISBN 978-4-04-104728-6 ISBN 978-4-04-111959-4 |                             |
| 2  | 1º ottobre 2016 (ed. originale) 1º settembre 2023 (ed. rivist)  | ISBN 978-4-04-104729-3 ISBN 978-4-04-111960-0 |                             |
| 3  | 1º febbraio 2017 (ed. originale) 28 dicembre 2023 (ed. rivista) | ISBN 978-4-04-105174-0 ISBN 978-4-04-111961-7 |                             |
| 4  | 1º luglio 2025                                                  | —                                             |                             |

### Manga
Un adattamento manga disegnato da Kunieda ha iniziato la serializzazione nella rivista shōnen Dengeki Daioh di ASCII Media Works il 27 agosto 2021. Inoltre, il manga i diritti dell'edizione inglese sono stati acquistati da Yen Press per una pubblicazione digitale simultanea. In Italia la serie è stata annunciata da Magic Press che la pubblica a partire dal 17 ottobre 2024.
| Nº | Data di prima pubblicazione | Data di prima pubblicazione | Data di prima pubblicazione | Data di prima pubblicazione |
| Nº | Giapponese                  | Giapponese                  | Italiano                    | Italiano                    |
| -- | --------------------------- | --------------------------- | --------------------------- | --------------------------- |
| 1  | 25 marzo 2022               | ISBN 978-4-04-914323-2      | 17 ottobre 2024             | ISBN 979-12-56720-30-9      |
| 2  | 25 marzo 2023               | ISBN 978-4-04-914964-7      | 14 novembre 2024            | ISBN 979-12-56720-44-6      |

### Anime
Nell'agosto del 2022 è stato annunciato che la serie sarebbe stata adattata in un anime. Successivamente è stato confermato che sarebbe stata prodotta da Slow Curve, con l'animazione realizzata dalla Studio Gokumi e da AXsiZ. La regia è stata affidata a Noriaki Akitaya, con Masayuki Takahashi come aiuto regista. La composizione della serie è affidata a Tatsuya Takahashi. Takahiro Sakai ha adattato i design di Yūki Hagure per l'animazione. La colonna sonora è stata composta da Yuta Uraki e Keita Takahashi.
La serie è andata in onda per la prima volta il 5 luglio 2023 su Tokyo MX e altre reti, e si è conclusa il 20 settembre dello stesso anno. La canzone della sigla di apertura è Fanfare (ファンファーレ?) degli BRADIO, mentre la canzone della sigla di chiusura è Itsumo no Soup (いつものスープ? lett. "La solita zuppa") dei Peel the Apple. La serie anime al di fuori dell'Asia è stata distribuita da Crunchyroll. Il doppiaggio italiano è stato pubblicato sulla medesima piattaforma dal 26 luglio all'11 ottobre 2023. Il doppiaggio italiano è stato da Molok Studios di Milano sotto la direzione di Mosè Singh. L'adattamento dei dialoghi dell'edizione italiana è stato effettuato da Francesca Scivoli.
Una seconda stagione è stata annunciata dopo la conclusione della prima. Lo staff e il cast tornano a ricoprire i medesimi ruoli, mentre Takashi Yamamoto sostituisce Akitaya alla regia. Viene trasmessa dal 2 luglio 2025 su Tokyo MX e altre reti. La sigla di apertura è Mirai Cider (未来サイダー?, Mirai Saidā) del gruppo BRADIO, mentre quella di chiusura è Boku dake no chiheisen (僕だけの地平線?) di Aina Aiba.

#### Episodi

##### Prima stagione
| Nº serie | Nº | Titolo italiano Giapponese 「Kanji」 - Rōmaji | In onda           | In onda           |
| Nº serie | Nº | Titolo italiano Giapponese 「Kanji」 - Rōmaji | Giapponese        | Italiano          |
| 1        | 1  | Il distributore automatico si sposta 「自動販売機、移動する」 - Jidō hanbaiki, idō suru | 5 luglio 2023     | 26 luglio 2023    |
| 1        | 1  | Un uomo muore in un incidente stradale schiacciato da un distributore automatico, per poi rinascere in un altro mondo proprio sotto forma di uno di questi apparecchi. Si rende conto di poter migliorare se stesso grazie ai punti accumulati dai clienti che spendono denaro. Tuttavia, è sfortunato poiché la ricarica della sua alimentazione elettrica richiede punti, e senza un cliente perderà energia entro un mese. Si trova ad affrontare mostri simili a rane, ma scopre una benedizione da parte di un dio che gli concede una barriera protettiva. Alla fine compare una cacciatrice umana di nome Lammis, la quale sviluppa un modo particolare di comunicare, in cui le sue frasi di base assumono significati diversi. Dato che la benedizione di Lammis è la forza, decide di portare con sé l'uomo-macchina, rivelando che si trovano in un dungeon a un livello sicuro, dove gli avventurieri hanno costruito un villaggio. Lammis decide di presentare il protagonista alla sua amica Hulemy, che si trova in superficie, ma poiché non dispone dei soldi necessari per utilizzare un cerchio di teletrasporto, lo conduce in una locanda dove lavora un'altra sua amica di nome Munami. Lammis ha intenzione di lavorare per guadagnare denaro per potersi teletrasportare. Nel frattempo, il distributore automatico diventa popolare tra gli avventurieri e accumula molti punti, permettendogli di migliorare i suoi oggetti. Lammis gli costruisce appositamente una struttura per poterlo così trasportare sulla schiena e lo chiama Scatolotto. |                   |                   |
| 2        | 2  | Arriva il Re demone rana 「王蛙人魔が現れた」 - Ō ajin ma ga arawareta | 12 luglio 2023    | 2 agosto 2023     |
| 2        | 2  | Il Presidente Orso, un orso che ricopre la carica di presidente presso l'Associazione dei Cacciatori, chiede a Lammis di portare Scatolotto come supporto alimentare per una grande caccia volta a sterminare i demoni rana. Kerioyl, capo del gruppo "Compagnia dei Folli", si interessa a Scatolotto, ma questi decide che non può fidarsi di lui. Nel frattempo, Lammis stringe amicizia con una cacciatrice di nome Shui. Scatolotto decide di unirsi alla lotta per proteggere Lammis con la sua barriera. Lammis scopre che avendo Scatolotto sulla schiena come contrappeso, riesce a controllare meglio la sua forza. Dopo la battaglia, Scatolotto offre bevande sportive gratuite ai feriti. Il Presidente Orso crede che il Re demone rana si trovi nelle vicinanze e guida gli altri cacciatori alla sua ricerca. Quella notte, un cacciatore astuto tenta di scassinare Scatolotto per rubare il cibo e i soldi, ma Scatolotto lo scotta con una zuppa bollente e viene punito da Lammis. Il Re demone rana appare per attaccare i feriti, ma Scatolotto fornisce della coca cola e alcune mentine, dopo un fallimentare tentativo di comunicare con Lammis, Lammis riesce a capire che diventano esplosive quando vengono combinate, riescono così ad accecare il Re demone rana giusto in tempo per il ritorno dei cacciatori, che lo uccidono. Con la missione conclusa, si incamminano per ritornare al villaggio come vincitori. |                   |                   |
| 3        | 3  | Ricostruzione 「復興」 - Fukkō | 19 luglio 2023    | 9 agosto 2023     |
| 3        | 3  | Il gruppo ritorna al villaggio, ma scoprono che è stato distrutto da un mostruoso evento. Abituati a simili calamità, i cittadini sconfiggono la creatura e danno avvio alla ricostruzione. Kerioyl invita Lammis e Scatolotto ad unirsi al suo gruppo, ma Lammis declina l'offerta. Acowi, membro dell'Associazione dei Mercanti, rivela che il villaggio sta esaurendo le monete d'argento, si scopre che il responsabile è Scatolotto, in quanto i cittadini per pagargli i prodotti usano principalmente monete d'argento. Per rimetterle in circolazione, Lammis propone di acquistare i prodotti con la moneta d'oro. Purtroppo, Scatolotto non può effettuare scambi diretti, ma Lammis intuisce che comprando oggetti con l'oro, Scatolotto può restituire l'argento come resto, il che soddisfa Acowi. Scatolotto introduce una funzione di gioco d'azzardo che causa qualche imbarazzo agli uomini anziani con le loro mogli. Il Presidente Orso chiede a Scatolotto di aiutare Shirley, la proprietaria di un bordello, in cui le malattie stanno diventando un problema, e Scatolotto decide di vendere preservativi. Suori, una giovane ragazza di famiglia ricca, inizia a danneggiare Scatolotto, ma lui la perdona poiché percepisce la sua mancanza del padre assente. Inoltre, Scatolotto inizia a vendere sapone presso i bagni pubblici. Il Presidente Orso chiede a Scatolotto di usare la sua abilità di mimetizzazione per sorprendere i criminali sul fatto. Mentre è mimetizzato, Scatolotto sente Suori cercare di convincere Lammis a venderlo, ma Lammis rifiuta. Scatolotto è sopraffatto dalle emozioni e leva la sua mimetizzatura. |                   |                   |
| 4        | 4  | Scatolotto viene rapito 「ハッコン、誘拐される」 - Hakkon, yūkai sa reru | 26 luglio 2023    | 16 agosto 2023    |
| 4        | 4  | Scatolotto viene rapito dai ladri, tra cui Gugoyle, il cacciatore che in passato aveva cercato di scassinarlo. Con l'intento di prendergli le monete d'argento al suo interno, lo conducono nel loro nascondiglio insieme a Hulemy, una fabbricante di oggetti magici che è stata rapita, la quale si rivela essere l'amica di Lammis. Rapidamente, Hulemy e Scatolotto instaurano una solida amicizia, e grazie alle competenze di Hulemy si scopre che Scatolotto contiene un'anima umana. Durante una notte, i ladri tentano di attaccare Hulemy nel sonno, ma Scatolotto riesce a persuaderli a lasciarla in pace distribuendo riviste di natura sessuale. Il capo dei ladri concede a Hulemy due giorni per aprire Scatolotto, minacciando altrimenti la sua vita. Poco prima della scadenza, il nascondiglio viene attaccato da Lammis e dai membri dell'Associazione dei Cacciatori. L'attacco provoca delle esplosioni che seppelliscono Scatolotto e Hulemy sotto le macerie. Tuttavia, i due sopravvivono grazie alla barriera protettiva di Scatolotto, che lui rinforza ulteriormente quando Hulemy lo riempie con delle monete d'oro trovate nel bottino dei ladri. Alla fine, Lammis trova Scatolotto e Hulemy e li riabbraccia. Si scopre che Kerioyl ha contribuito in modo inusuale al salvataggio di Scatolotto gratuitamente, anche se Kerioyl dice che lo abbia fatto per avvicinare Scatolotto alla Compagnia dei Folli. |                   |                   |
| 5        | 5  | Vanità, orgoglio e distributori automatici 「見栄とプライドと自動販売機」 - Mie to puraido to jidō hanbaiki | 2 agosto 2023     | 23 agosto 2023    |
| 5        | 5  | Hulemy racconta a Scatolotto che Lammis nutre un profondo dolore per la perdita delle persone a causa dell'uccisione dei loro genitori in un attacco di mostri. Suori informa Hulemy che ci sarà un raduno delle famiglie mercantili insieme ai loro ingegneri di oggetti magici. Una ragazza di una famiglia rivale di nome Kanashi parteciperà, e Suori, disperata, chiede a Hulemy di fingersi la sua ingegnere e presentare la sua ultima creazione magica, ovvero Scatolotto. L'ingegnere di Kanashi presenta un automa che obbedisce agli ordini. Hulemy si indigna poiché l'automa è stato creato con un'anima umana, una pratica vietata dalla legge. Quando l'automa impazzisce, Hulemy aiuta a liberare l'anima intrappolata, così Kanashi viene squalificata. In seguito, i proprietari delle locande del villaggio entrano nel panico quando una famosa catena di locande chiamata La Catena apre una filiale nel villaggio, rischiando di fare chiudere tutte le altre locande. Pertanto, chiedono l'aiuto di Scatolotto. Lammis e Hulemy scoprono che il cibo de La Catena è di scarsa qualità, e così Scatolotto fornisce diversi nuovi elementi che gli chef locali riescono a studiare e replicare. La Catena chiude i battenti dopo un solo mese. Kerioyl chiede a Scatolotto e Lammis di unirsi ad una campagna. Nonostante la sua diffidenza, Scatolotto decide di accompagnare Lammis, desideroso di aiutarla a continuare a migliorare le sue abilità. |                   |                   |
| 6        | 6  | Il distributore automatico combatte 「戦う自動販売機」 - Tatakau jidō hanbaiki | 9 agosto 2023     | 30 agosto 2023    |
| 6        | 6  | Fornendo generosamente gli ingredienti necessari per preparare un delizioso Oden casalingo, Scatolotto la nascita di un amore tra una timida negoziante e una guardia del villaggio. Con l'arrivo della primavera, si organizza una nuova campagna con Kerioyl con l'obiettivo di monitorare la popolazione dei pericolosi demoni coccodrillo. Scatolotto dimostra ancora una volta la sua premura fornendo un bagno portatile completo di una tenda per la privacy, un gesto che viene accolto con gratitudine dalle donne della compagnia. Durante la campagna, emerge una sconvolgente scoperta: a causa dell'abbattimento recente della loro principale fonte di cibo costituita dai demoni rana, i coccodrilli stanno patendo la fame, aumentando così il rischio che comincino a dar la caccia agli abitanti del villaggio. Di fronte a questa minaccia imminente, Kerioyl prende la difficile decisione di intervenire abbattendo i mostri coccodrillo per prevenire eventuali attacchi agli esseri umani. Nel frattempo, Hulemy svela a Scatolotto che il Presidente Orso l'ha incaricata di individuare il leggendario Signore del livello, una rara e potente creatura simile ad un boss all'interno di un dungeon. Improvvisamente compare di fronte a loro il possente Signore Coccodrillo, costringendo l'intero gruppo a una precipitosa fuga. Scatolotto dimostra la sua ingegnosità distribuendo pezzi di pollo fritto per distrarre la pericolosa creatura, ma finisce per essere inghiottito lui stesso. Fortunatamente, Scatolotto riesce a mettersi al sicuro all'interno della sua barriera protettiva. Sfruttando le sue capacità uniche, inonda lo stomaco del Signore Coccodrillo con sostanze chimiche e gas detergenti. Poi, creando una scintilla attraverso il riscaldamento di una lattina all'interno della sua funzione da forno a microonde, provoca un'esplosione che uccide il temibile avversario. In riconoscimento del suo coraggio, Scatolotto viene ricompensato con una preziosa moneta, ma l'energia magica sprigionata dalle ossa del Signore Coccodrillo provoca il crollo del terreno sottostante. Così Scatolotto precipita nel livello sottostante. |                   |                   |
| 7        | 7  | I diavoli famelici 「暴食の悪魔団」 - Bōshoku no akuma-dan | 16 agosto 2023    | 6 settembre 2023  |
| 7        | 7  | Scatolotto giunge nel livello successivo, un labirinto gigantesco. Sconfiggere il Signore gli ha conferito un milione di punti, che decide di investire per avanzare al livello 2, diventando così un distributore automatico di livello 2. La sua delusione emerge quando si rende conto che la moneta che ha ottenuto è semplicemente una medaglia a testimoniare l'abbattimento del Signore. Scatolotto sblocca un pannello solare che gli permette di ricaricare la sua energia senza dover sprecare ulteriori punti. Do un po' di tempo, Scatolotto incrocia quattro giovani creature chiamate "Gatti-orso": Suco, Pell, Short e Mikenne. Da una loro conversazione, Scatolotto deduce che stanno cercando un tesoro all'interno del labirinto, dato che necessitano di grandi quantità di cibo per sopravvivere. Purtroppo, i Gatti-orso non si accorgono che Scatolotto è cosciente e sta cercando di comunicare con loro, così pianificano di venderlo a Chains. Tuttavia, vengono attaccati da uno scheletro gigante di fuoco, il Signore del labirinto, ma riescono a sfuggirgli portando con sé Scatolotto. Nonostante Scatolotto elargisca loro oggetti utili per aiutarli, non riescono ancora a comprendere che egli è cosciente. Quando raggiungono l'uscita del labirinto, incontrano Lammis e la Compagnia dei Folli, i quali sono entusiasti di aver finalmente ritrovato Scatolotto. I Gatti-orso rimangono sbalorditi quando il Presidente Orso spiega che Scatolotto ha una propria coscienza e un singolare metodo di comunicazione. |                   |                   |
| 8        | 8  | Lo scheletro gigante di fuoco del Labirinto 「迷路階層の炎巨骨魔」 - Meiro kaisō no honō kokotsu ma | 23 agosto 2023    | 13 settembre 2023 |
| 8        | 8  | Kerioyl chiede a Scatolotto di aiutarlo a sconfiggere lo scheletro gigante di fuoco, svelando che la Compagnia dei Folli crede in una leggenda secondo cui chiunque riceva una moneta sconfiggendo un Signore del livello e poi arrivi fino al livello sottostante possa esaudire un qualsiasi desiderio. Hanno bisogno in totale di sei monete, ma finora ne hanno solo tre. Scatolotto è incuriosito perché significherebbe che può usare la propria moneta per diventare umano, anche se teme di perdere la sua utilità come distributore automatico. Poiché il labirinto possiede trappole proprie, pianificano di far cadere lo scheletro gigante di fuoco in un grande pozzo, che Scatolotto passa giorni a riempire con dell'acqua e con del ghiaccio con l'obiettivo di spegnere le fiamme dello scheletro gigante. Scatolotto aggiunge anche del ghiaccio secco in modo che la anidride carbonica soffochi le fiamme ancora più velocemente. Una volta che lo scheletro gigante cade nel pozzo, Scatolotto inganna Lammis facendosi spingere nel pozzo per poterlo uccidere con il proprio peso. Dopo aver gonfiato dei palloncini di elio per uscire del pozzo, Scatolotto riceve la moneta dello scheletro gigante ma la vende a Kerioyl per 100 monete d'oro. Successivamente, tutti tornano al villaggio. |                   |                   |
| 9        | 9  | Un eroe tutt'altro che ideale 「理想の英雄未満」 - Risō no eiyū-miman | 30 agosto 2023    | 20 settembre 2023 |
| 9        | 9  | Il gruppo si ferma al quartier generale dell'Associazione dei Cacciatori dello strato del labirinto. Mentre il Serraglio dei Folli torna al villaggio di Clearflow Lake, il Direttore Bear chiede a Lammis e Hulemy di iniziare a mappare il labirinto. Anche Mishuel, un giovane e affascinante cacciatore, inizia a lavorare nel labirinto. Tuttavia, una volta solo, Boxxo assiste alla vera personalità di Mishuel, che è nervoso e manca di fiducia. Mishuel si unisce al loro gruppo, anche se ciò significa lavorare insieme per tre settimane con le sue terribili capacità comunicative. Lammis si sente male a causa delle mestruazioni, quindi Boxxo dispensa assorbenti mestruali e si trasforma in una lavatrice per pulire i suoi vestiti. L'esperienza in realtà porta Mishuel fuori dal suo guscio. Dopo un'altra settimana, incontrano degli assassini inviati per uccidere Mishuel per un motivo misterioso legato al suo passato. Con l'aiuto di Boxxo, vengono facilmente sconfitti. Mishuel decide di andarsene, ma Lammis gli suggerisce di unirsi al Serraglio dei Folli poiché non si preoccuperanno del suo passato e accoglieranno la sua forza in battaglia. Il gruppo finalmente torna a casa e scopre che in assenza di Boxxo, Chains ha utilizzato falsi distributori automatici per vendere il loro cibo di bassa qualità, anche se con il ritorno di Boxxo, vengono rapidamente smascherati e chiusi. |                   |                   |
| 10       | 10 | Ai confini dello stomaco 「胃袋の果てに」 - Ibukuro no hate ni | 6 settembre 2023  | 27 settembre 2023 |
| 10       | 10 | L'Unione dei Proprietari di Ristoranti ha deciso di organizzare una gara gastronomica per attirare le persone nel villaggio, che è stato finalmente ricostruito. Questo gli si ritorce contro quando Shui e i Bearcats, che sono golosi, entrano in gara. Temendo per i loro profitti, l'Unione implora l'aiuto di Boxxo, così dispensa cola, che, se bevuta dai concorrenti, li riempirà più velocemente. Dopo un'intensa gara a più round, Shui sconfigge i Bearcats e riceve l'accesso gratuito a Boxxo per 24 ore come premio. Con Lammis che porta Boxxo, Shui li porta nello strato Origin più vicino alla superficie, che ospita un orfanotrofio e usa il suo tempo libero 24 ore su 24 per nutrire, lavare, vestire e intrattenere i bambini. Shui spiega che lo strato Origin agisce come una sorta di test per consentire l'accesso agli strati inferiori, il che significa che tende a raccogliere persone non abbastanza forti per sopravvivere, come i bambini i cui genitori sono morti durante il test. Di notte, i banditi cercano di rubare gli oggetti di Boxxo, ma lui scatta loro le foto, poi li spaventa con nebbia, ghiaccio e musica inquietante. Il direttore dell'orfanotrofio, un cacciatore in pensione più forte di Kerioyl, in seguito "si prende cura" dei banditi per proteggere i bambini. |                   |                   |
| 11       | 11 | Il livello del pianto dei defunti 「亡者の嘆き階層」 - Mōja no nageki kaisō | 13 settembre 2023 | 4 ottobre 2023    |
| 11       | 11 | Il Serraglio dei Folli chiede a Boxxo di accompagnarli a Dead's Lament, uno strato di non morti che spaventa Lammis. Quando i morti vagano per la notte, l'inquietante segretario della gilda spiega che invidiano i vivi e spesso sbirciano dalle finestre come se cercassero di entrare, ma sono innocui finché i vivi rimangono in casa di notte. Per superare la sua paura, Hulemy dice a Lammis di andare a fare shopping da sola, ma lei si aggrappa a Boxxo terrorizzata. Kerioyl ha intenzione di dare la caccia al signore degli strati, il Re delle Anime. Quando arriva di nuovo la notte, Boxxo incontra un bambino non morto che sembra chiedere da bere. Incuriosito dal segno di una potenziale intelligenza, Boxxo dispensa una bottiglia e rimane stupito quando il ragazzo tenta di berla, e la stessa cosa accade diverse notti di fila. Una notte, il Serraglio dei Folli si accampa fuori dal villaggio e lo stesso ragazzo li segue per vedere Boxxo, che non riesce a salvarlo. Boxxo si rende conto che il ragazzo aveva con sé una moneta di rame nel tentativo di comprare qualcosa, ed è profondamente rattristato. Kerioyl rivela che il Re delle Anime è un utilizzatore di magia, quindi il loro piano per sconfiggerlo si baserà molto sull'impenetrabile barriera di Boxxo. |                   |                   |
| 12       | 12 | Ciò che un distributore può fare 「自動販売機として出来ること」 - Jidōhanbaiki toshite dekiru koto | 20 settembre 2023 | 11 ottobre 2023   |
| 12       | 12 | Il gruppo individua il Re delle Anime, uno scheletro in possesso di intelligenza. Contando sulla sua forza, Lammis evita i suoi incantesimi prima di usare Boxxo per schiacciare il Re. Si scopre che il Re era solo un frammento di un non morto ancora più potente, il Netherlord. Hulemy e Shui vengono feriti a morte mentre proteggono Lammis, il che la manda su tutte le furie fino a quando Boxxo non la calma. Decidendo di fidarsi di se stessa, Lammis mette a terra Boxxo per usare tutta la sua forza e distrugge il bastone di Netherlord. Un impressionato Netherlord si ritira. Boxxo diventa un defibrillatore di emergenza e spende tutti i suoi punti disponibili acquisendo l'abilità di telecinesi per farlo funzionare da solo, rianimando Hulemy e Shui. Tornano a casa per informare il Direttore Orso del Netherlord, rivelato essere uno dei generali del Signore dei Demoni. Contatta i direttori di ogni strato per iniziare a radunare un esercito degli avventurieri più abili per combattere questo potente nemico. Kerioyl considera di abbandonare il suo obiettivo per garantire la sicurezza del gruppo, ma lo convincono ad andare avanti. Lammis porta Boxxo nel punto in cui lo ha trovato per la prima volta e lo ringrazia per tutto. Hulemy e Shui seguono segretamente e ringraziano Boxxo per aver salvato loro la vita baciando il suo schermo. Fanno baciare anche lui da una gelosa Lammis, con suo imbarazzo. Boxxo decide che la vita da distributore automatico non è poi così male. |                   |                   |

##### Seconda stagione
Questa lista è suscettibile di variazioni e potrebbe essere incompleta o non aggiornata.

| Nº serie | Nº | Titolo italiano Giapponese 「Kanji」 - Rōmaji                                             | In onda        | In onda |
| Nº serie | Nº | Titolo italiano Giapponese 「Kanji」 - Rōmaji                                             | Giapponese     |         |
| 13       | 1  | Cacciatori e motivazioni 「ハンターと思惑」 - Hantā to omowaku                            | 2 luglio 2025  |         |
| 14       | 2  | Comprensione reciproca 「意思の疎通」 - Ishi no sotsū                                     | 9 luglio 2025  |         |
| 15       | 3  | Un forte desiderio 「強い想い」 - Tsuyoi omoi                                             | 16 luglio 2025 |         |
| 16       | 4  | Sacerdoti e distributori automatici 「聖職者と自動販売機」 - Seishokusha to jidō hanbaiki | 23 luglio 2025 |         |
| 17       | 5  | I desideri di ognuno 「各々の望み」 - Onōno no nozomi                                     | 30 luglio 2025 |         |
| 18       | 6  | Dolce tentazione 「甘い誘惑」 - Amai yūwaku                                               | 6 agosto 2025  |         |
| 19       | 7  | L'animale e la ragazza 「動物と少女」 - Dōbutsu to shōjo                                  | 13 agosto 2025 |         |
| 20       | 8  | Il livello della Foresta Oscura 「闇の森林階層」 - Yami no shinrin kaisō                  | 20 agosto 2025 |         |
| 21       | 9  | Il grande incendio 「大炎上」 - Dai enjō                                                  | 27 agosto 2025 |         |